# Conus kulkucan
Conus kulkucan é uma espécie de gastrópode do gênero Conus, pertencente a família Conidae.